# 목포교도소
목포교도소(木浦矯導所)는 일제강점기부터 이어져 온 대한민국의 교도소이다. 전라남도 무안군 일로읍에 있다.

## 연혁
- 1909년 11월 1일	광주감옥 목포분감 감옥사무 개시
- 1920년 10월 27일	목포감옥으로 승격
- 1923년 5월 5일	목포형무소로 개칭
- 1961년 12월 23일	목포교도소로 명칭 변경
- 1989년 11월 26일	무안군 현 소재지로 신축 이전

## 역사
대한제국 말기인 1909년에 통감부가 광주감옥 목포분감으로 개설하였다. 1920년에 목포감옥으로 승격하였고, 1923년에는 목포형무소로 개칭하였다.
대한민국에서도 목포형무소로 계속 사용되다가 1961년에 목포교도소로 이름을 바꾸었다. 목포시 산정동에서 무안군으로 이전한 것은 1989년이다. 목포형무소가 목포에 있을 때 수형자들은 인근 채석장에서 채석 작업에 동원되었다.

## 사건
대한민국 건국 초기에 제주 4·3 사건과 여순 14연대 반란사건 관련 좌익수들이 대거 수용되었고, 1949년에는 대규모 탈옥 사건도 있었다. 당시 수형자 가운데 행방이 확인되지 않은 사람이 많아, 처형된 사람이 다수 있었다는 주장이 있다.